# Wahlbezirk Böhmen 126
Der Wahlbezirk Böhmen 126 war ein Wahlkreis für die Wahlen zum Abgeordnetenhaus im österreichischen Kronland Böhmen. Der Wahlbezirk wurde 1907 mit der Einführung der Reichsratswahlordnung geschaffen und bestand bis zum Zusammenbruch der Habsburgermonarchie.

## Geschichte
Nachdem der Reichsrat im Herbst 1906 das allgemeine, gleiche, geheime und direkte Männerwahlrecht beschlossen hatte, wurde mit 26. Jänner 1907 die große Wahlrechtsreform durch Sanktionierung von Kaiser Franz Joseph I. gültig. Mit der neuen Reichsratswahlordnung schuf man insgesamt 516 Wahlbezirke mit je einem zu wählenden Abgeordneten, die durch Direktwahl mit allfälliger Stichwahl bestimmt wurden. Der Wahlkreis Böhmen 126 umfasste die Gerichtsbezirke Neubistritz,  Stecken,  Gratzen (ohne die Gemeinde Julienhain) sowie die Gemeinden Frauenthal, Friedenau, Hochtann, Ilemnik, Langendorf, Pattersdorf (alle Gerichtsbezirk Deutschbrod), Blauenschlag, Brunn, Buchen, Deutschmoliken, Diebling, Gatterschlag, Großrammerschlag, Heinrichschlag, Hosterschlag, Kleinradeinles, Kleinrammerschlag, Köpferschlag, Motten, Muttaschlag, Niederbaumgarten, Niedermühl, Oberbaumgarten, Obermühl, Ottenschlag, Riedweis, Riegerschlag, Ruttenschlag, Tieberschlag, Ulrichschlag, Wenkerschlag (alle Gerichtsbezirk Neuhaus) sowie Haid und Neudorf (beide Gerichtsbezirk Schweinitz). Ausgenommen waren jedoch die Städte Gratzen und Neubistritz (Wahlbezirk 94). Aus der Reichsratswahl 1907 ging der Deutsche Agrarier Martin Soukup im ersten Wahlgang als Sieger hervor. Bei der Reichsratswahl 1911 konnte Soukup sein Mandat ebenfalls im ersten Wahlgang verteidigen.

## Wahlergebnisse

### Reichsratswahl 1907
Die Reichsratswahl 1907 wurde am 14. Mai 1907 (erster Wahlgang) durchgeführt. Die Stichwahl entfiel auf Grund der absoluten Mehrheit von Martin Soukup im ersten Wahlgang.
| Kandidat                                                                       | Partei                                   | Wahlkreis- stimmen | Stimmanteil |
| ------------------------------------------------------------------------------ | ---------------------------------------- | ------------------ | ----------- |
| Martin Soukup                                                                  | Deutsche Agrarpartei                     | 4977               | 60,8 %      |
| Theodor Meißner                                                                | Sozialdemokratische Arbeiterpartei       | 1281               | 15,6 %      |
| Johann Schwingenschlögel                                                       | Deutsche Fortschrittspartei              | 1024               | 12,5 %      |
| Georg Schamberger                                                              | Agrarier                                 | 474                | 5,8 %       |
| Eduard Šubrt                                                                   | Jungtschechen/Tschechischer Zählkandidat | 341                | 4,2 %       |
|                                                                                | Sonstige Parteien                        | 93                 | 1,1 %       |
| Wahlberechtigte: 11.143, Ungültige/Leere Stimmen: 109, Wahlbeteiligung: 74,5 % |                                          |                    |             |

### Reichsratswahl 1911
Die Reichsratswahl 1911 wurde am 13. Juni 1911 durchgeführt. Die Stichwahl entfiel auf Grund der absoluten Mehrheit für Martin Soukup im ersten Wahlgang.
| Kandidat                                                                       | Partei                             | Wahlkreis- stimmen | Stimmanteil |
| ------------------------------------------------------------------------------ | ---------------------------------- | ------------------ | ----------- |
| Martin Soukup                                                                  | Deutsche Agrarpartei               | 4016               | 65,6 %      |
| Rudolf Plann                                                                   | Sozialdemokratische Arbeiterpartei | 1168               | 19,1 %      |
| Josef Schwingenschlögel                                                        | Christlichsoziale Partei           | 823                | 13,4 %      |
|                                                                                | Tschechischer Zählkandidat         | 55                 | 0,9 %       |
|                                                                                | Sonstige Parteien                  | 64                 | 1,0 %       |
| Wahlberechtigte: 11.083, Ungültige/Leere Stimmen: 115, Wahlbeteiligung: 56,3 % |                                    |                    |             |